# Uzi Landman
Uzi Landman  (* Mai 1944 in Tel Aviv) ist ein israelisch-US-amerikanischer Chemiker.
Landman studierte Chemie an der Hebräischen Universität in Jerusalem mit dem Bachelor-Abschluss 1965 und am Weizmann-Institut mit dem Master-Abschluss 1967. Er wurde 1969 am Technion in Haifa promoviert.  1970/71 war er Visiting Assistant Professor an der University of California, Santa Barbara und 1971/72 Research Assistant Professor an der University of Illinois at Urbana-Champaign. 1972 bis 1975 war er Wissenschaftler an den Webster Xerox Research Laboratories und 1975 bis 1977 Fellow am Institute for Fundamental Studies der University of Rochester. 1977 wurde er Associate Professor und 1979 Professor am Georgia Institute of Technology. Ab 1988 war er dort Regents Professor, 1991 Institute Professor, ab 1995 Fuller E. Callaway Professor und ab 1992 Direktor des Institute for Computational Materials Science.
Er befasste sich mit Festkörperphysik und Materialwissenschaften, zum Beispiel Festkörperoberflächen (Gleichgewichtsstruktur und Dynamik), Wachstumsprozesse an Grenzflächen zwischen Flüssigkeiten und Festkörpern, Epitaxie und Schmelzen, Oberflächendiffusion und Oberflächenreaktionen, Bildung und Eigenschaften von Gläsern, Reibung und Schmierung auf mikroskopischer Ebene, kleine Clustern (Elektronenlokalisierung, Dynamik von Anregungen, Dynamik der Spaltung), Quantenpunkten, mikroskopischer Hydrodynamik (eingeschlossene komplexe Flüssigkeiten), Nanokatalyse, Transport in DNA.
2005 erhielt er den Aneesur-Rahman-Preis für Pionier-Berechnungen, die einzigartige Einsichten in die Materialphysik auf Nanometerskalen brachten und dadurch neue experimentelle und theoretische Arbeiten anregten (Laudatio). 1999 erhielt er den Jesse W. Beams Award.
1991 bis 2000 war er Gründungsherausgeber des Journal of Computational Materials Science. Er ist Fellow der American Physical Society. 2000 erhielt er den Feynman Prize in Nanotechnology für Pionierarbeiten zur numerischen Materialwissenschaft für Nanostrukturen (Laudatio) und 2002 die Material Research Society Medal für grundlegende Beiträge zur Begründung des Gebiets der Nanotribologie (Laudatio).

## Schriften (Auswahl)
- mit W. D. Luedtke, N. A. Burnham, R. J. Colton: Atomistic mechanisms and dynamics of adhesion, nanoindentation, and fracture, Science, Band 248, 1990, S. 454–461
- mit B. Bushan, J. N. Israelachvili: Nanotribology: friction, wear and lubrication at the atomic scale, Nature, Band 374, 1995, S. 607
- mit R. L. Whetten u. a.: Nanocrystal gold molecules, Advanced Materials, Band 8, 1996, S. 428–433
- mit C. L. Cleveland u. a.: Structural evolution of smaller gold nanocrystals: The truncated decahedral motif, Physical Review Letters, Band 79, 1997, S. 1873
- mit A. Sanchez u. a.: When gold is not noble: nanoscale gold catalysts, Journal of Physical Chemistry A, Band  103, 1999, S.  9573–9578
- mit M. Moseler: Formation, stability, and breakup of nanojets, Science, Band 289, 2000, S. 1165–1169
- mit R. N. Barnett u. a.: Charge migration in DNA: ion-gated transport, Science, Band 294, 2001, S. 567–571
- mit H. Häkkinen, M. Moseler: Bonding in Cu, Ag, and Au clusters: relativistic effects, trends, and surprises, Phys. Rev. Letters, Band 89, 2002, S.  033401
- mit H. Häkkinen u. a.: Structural, electronic, and impurity-doping effects in nanoscale chemistry: supported gold nanoclusters, Angewandte Chemie International Edition, Band 42, 2003, S. 1297–1300
- mit J. Gao u. a.: Frictional forces and Amontons’ law: from the molecular to the macroscopic scale, Journal of Physical Chemistry B, Band 108, 2004, S.  3410–3425
- mit B. Yoon u. a.: Charging effects on bonding and catalyzed oxidation of CO on Au8 clusters on MgO, Science, Band 307, 2005, S. 403–407
- mit A. Desireddy u. a.: Ultrastable silver nanoparticles, Nature, Band 501, 2013, S. 399